# Hošťka
Hošťka (německy Hesselsdorf) je obec v okrese Tachov v Plzeňském kraji. Žije zde 455 obyvatel.

## Historie
První písemná zmínka o vesnici pochází z roku 1482.

## Obyvatelstvo
| Rok            | 1869  | 1880  | 1890  | 1900  | 1910  | 1921  | 1930  | 1950 | 1961 | 1970 | 1980 | 1991 | 2001 | 2011 | 2021 |
| -------------- | ----- | ----- | ----- | ----- | ----- | ----- | ----- | ---- | ---- | ---- | ---- | ---- | ---- | ---- | ---- |
| Počet obyvatel | 2 816 | 2 873 | 2 626 | 2 533 | 2 690 | 2 572 | 2 329 | 383  | 501  | 552  | 461  | 366  | 393  | 363  | 424  |
| Počet domů     | 352   | 387   | 415   | 433   | 441   | 447   | 480   | 379  | 111  | 104  | 102  | 107  | 115  | 127  | 131  |

## Obecní správa

### Části obce
- Hošťka
- Žebráky

Součástí obce je také katastrální území zaniklé obce Pořejov.

### Obecní symboly
Znak a vlajka byly obci uděleny rozhodnutím předsedy Poslanecké sněmovny Parlamentu České republiky dne 13. května 2003.

## Pamětihodnosti
- Kostel svaté Markéty